# Аргун-кан
Аргун-кан или Аргон (1258, поседи Толуида — 7. март 1291, Кавкаска Албанија) био је илкан, тј. кан Илканата, монголског каната са центром у Персији (1284—1291) из династије Бориџигин. Био је син Абака-кана, такође илкана, и унук оснивача каната Хулагу-кана.

## Порекло и младост
Аргун се родио око 1258. године у области Џингис-кановог најмлађег сина Толуја , као син Абака-кана и Кајмиш-катун. Године 1265. Абака је постао илкан, а Аргун његов наследник. Пет година касније Аргун први пут узима улогу у једном походу. Наиме, да би заштитио северне границе Илканата од Каидуа, de facto чагатајског кана, био је са великом војском послат у Хорасан, све до Аму Дарје.
Потом је Каиду против Аргуна послао свог брата Барака са великом војском. Када је његова војска дошла до Аму Дарје, на само 15 km од Аргунове војске почела је припрема за битку. Три дана касније дошло је до крваве битке на реци у којој је Аргун победио и уз страховит покољ потиснуо војску Чагатајског каната.

## Борба за власт: Сукоб са стрицем

### Зачетак сукоба: Узурпација Ахмед-кана
Абака-кан је био један од предводника монголске инвазије на Јапан 1274. године. Кад је Велики кан Кублај дознао да је он крив због неуспеха експедиције, послао је његовог брата Ахмед-кана, султана Пенџаба, да га казни. Године 1282. он је на челу огромне војске упао у илканов двор, одрубио му главу и уграбио сву власт у канату, пошто се Аргун налазио исувише далеко да би га могао у томе спречити. Нови илкан је ту затекао велико благо, које је искористио да би купио наклоност великодостојника, који су га на заседању Курилтаја и изабрали за свог суверена.
У међувремену, чувши за немили догађај, Аргун је из Хорасана кренуо са целокупном војском ка двору илкана у Табризу, који се налазио на удаљености од четрдесет дана путовања. Кад је дознао да се Ахмед спрема за окршај с њим и да се улогорио на само пет дана од њега, и сам се улогорио и позвао своје саветнике и војсковође у свој шатор, где им се обратио речима:
Честита браћо и пријатељи, ви знате колико вас је силно мој отац волео; док је био жив, према вама је поступао као с браћом и синовима, и сами знате у колико сте много битака били уз њега, и како сте му помогли да освоји земље којима је владао. Исто тако, знате да сам син оног који вас је толико волео, а и ја вас волим као да сте само моје тело. И, заиста, сви треба да рачунате на победу, јер је правда на нашој страни, а наши непријатељи чине неправду. Више од овог нећу рећи, него све вас преклињем да извршите своју дужност.
Својим говором Аргун је подигао морал својих присталица. Један од њих је потом устао и одговорио му:
Честити сине Аргуне, честити сине Аргуне, ми добро знамо да је оно што си нам казао истина, и стога ћу говорити у име свих твојих људи који су уз тебе да воде овај бој и рећи ћу ти отворено да те нећемо изневерити док смо живи, и да ћемо радије сви пострадати него да не извојујемо победу.
Чувши овај говор, цела војска је изјавила исто, захтевајући да се крене против Ахмеда што пре. Сходно томе, сутра у зору Аргун је одлучно наставио марш према узурпатору и, избивши у равницу где се он улогорио, подигао логор на 15 km од његовог.

### Покушај преговора
Аргун је потом свом стрицу послао два поверљива гласника. Гласници су сјахали код Ахмедовог шатора, где их је их је нови илкан примио у пратњи велике свите. Гласници су га поздравили веома учтиво и пренели су поруку:
Честити господине Ахмеде, ваш нећак Аргун веома се чуди вашем поступку преотимања власти, а овог часа и томе што сте га увукли у одлучну битку; заиста, то није добро, и нисте се понашали како добар стриц треба да се понаша према свом нећаку. Због свега тога, он вас преко нас обавештава да вас усрдно моли, као врлог стрица и оца, да му вратите његова права, тако да не буде битке између вас, и он ће вам указати сву почаст, и ви ћете, под њим, бити господар све његове земље. То је порука коју вам ваш нећак шаље преко нас.
На поруку свог синовца Ахмед је одговорио овако:
Господине гласниче, то што мој нећак говори јалово је, јер земља је моја а не његова. Ја сам је освојио исто колико и његов отац; и стога, кажите мом нећаку, да ћу га, ако хоће, учинити великим господаром, и даћу му довољно земље и биће ми као син, и највиши по рангу после мене. А ако неће, можете да га уверите да ћу учинити све што је у мојој моћи да га смакнем. Ето, то је оно како ћу поступати према свом нећаку и ниједну другу ствар нити споразум нећете моћи добити од мене.
Када је Ахмед завршио гласници су упитали, да ли је то био цео одговор, а Ахмед је одговорио:
Да, док сам жив други нећете добити.
Гласници су потом похитали натраг да пренесу Аргуну одговор, који је, бесан због стричевог одговора, повикао:
Пошто ме је стриц тако понизио и увредио, нећу ни живети ни владати док се не осветим тако силовито да ће се од тога свет затрести!

### Одлучујућа битка: Заробљавање
После свега овога Аргун се обратио присталицама:
Сад нам не преостаје ништа друго него да кренемо што брже можемо и ове неверничке издајнике пошаљемо у смрт, и моја је воља да их нападнемо сутра ујутру, и да дамо све од себе да их уништимо.
Потом су уследиле припреме за битку, које су трајале целу ноћ. Ахмед је преко ухода био обавештен о Аргуновим плановима, па је легитимни илкан био у горем положају.
Следећег јутра, пошто је позвао своје људе на оружје и вешто их распоредио у борбени поредак, Аргун им се обратио речима охрабрења, после чега је кренуо на Ахмедову војску. Битка је отпочела кишом стрела и крвавом погибијом многих ратника и једне и друге стране. Иако је показао несвакидашњу одважност, дајући пример својим људима, срећа је била на Ахмедовој страни. Аргунова војска морала је да бежи са бојног поља, гоњена победничким Ахмедом, који је направио прави покољ међу њима.
Приликом бекства, и сам Аргун је заробљен и стављен под јаку стражу, после чега је потера за његовим људима заустављена.

### Бугина завера: Ослобађање из заробљеништва
После одређеног времена, Буга, угледни татарски велможа, сматрајући такво опхођење према заробљеном Аргуну грехом и гажењем оданости, сажалио се и почео је радити на његовом ослобођењу.
Буга је почео наговарати остале велможе да се приклоне његовом мишљењу. Његов лични утицај, због његових поодмаклих година и репутације праведника и промишљеног човека, био је тако велики да их је све придобио за свој подухват. Поред Буге као вође ове завере истичу се: Елкидај, Тоган, Тегана, Тага, Тијар, Ултај и Самагар.
Буга је потом спровео заверенике до шатора у коме је Аргун био заробљен, где су му се покајали због својих претходних поступака и рекли да су, желећи да окају грехе, дошли да га ослободе и прогласе илканом.
Међутим, Аргун није испрва поверовао Буги и веома љут и напрасит одговорио је завереницима:
Господо драга, веома грешите правећи ме предметом исмевања и треба да се задовољите већ учињеним грехом, заточивши свог законитог господара. И сами знате да поступате неправедно и стога вас молим да идете својим путем и да ми се више не ругате.
На то му је Буга рекао:
Честити господине Аргуне, будите уверени да вам се уопште не ругамо, него да је оно што вам говоримо истина, тако нам вере.
Потом су се велможе заклеле на верност Аргуну.
Са своје стране, Аргун се заклео да их неће прогонити и да ће се према њима опходити као његов отац Абака. Аргун је потом ослобођен и од стране присутних људи прихваћен за господара. Завареници су потом одапнули стреле на шатор у коме се налазио Золдан, највећи Ахмедов генерал, коме је, уосталом, било поверено чување легитимног илкана.

### Погубљење стрица: Долазак на власт
Учврстивши се у тој области, Аргун је кренуо ка Ахмедовом двору, где је стигао девет дана касније и преузео власт, тешко понижен што му је стриц побегао. Међутим, Ахмед је био ухваћен у покушају бега египатском султану и послат Аргуну, до кога је стигао три дана по заузимању Табриза. Када му је Ахмед испоручен, Аргун се силно обрадовао, наредио је да се војска скупи, а онда једном од војника наредио да убије узурпатора и да његово тело баци негде где га нико неће наћи. По извршењу ове наредбе 10. августа 1284. године, све велможе које су биле верне Абаки пристигле су да одају почаст свом новом господару Аргуну и искажу му покорност. Сада је Аргунова власт над Илканатом је била осигурана.

## Аргун као илкан

### Сукоби са суседима
Када је Аргун преузео власт Илканат је обухватао Персију, Хорасан и још неколико околних земаља. Хорасан је још увек био угрожен, па је илкан тамо послао свог сина Газана са 30.000 коњаника да заштити ту област и тамошње становништво. Осим од Чагатаи каната, стална опасност је претила и од Египта, који наставља да осваја крсташке државе на Леванту. Године 1283. крсташки градови: Акра, Сидон и Атлит склопили су мир са муслиманима на 10 година. Рачунајући на помоћ илкана, гроф Триполија је одбио да склопи мир, Међутим, помоћ није стигла и грофовија Триполи је пала, 1289. године, град је спаљен, а становништво је побијено. Међутим, у јесен 1290. године у Акру су пристигли крсташи из Италије, поводом чега је направљено славље, које се претворило у крвопролиће. Пошто су пијани крсташи побили велики број муслимана, султан Калаван крши примирје и 4. новембра, као одмазду, покреће поход против Акре. 10. новембра султан умире, а поход бива одложен и настављен тек после Аргунове смрти у пролеће следеће године, када ће уследити и коначан крах крсташки држава на Леванту. Осим Мамелука забрињавајуће је било јачање Османских Турака у западним деловима Иконијског султаната, вазала Илканата. Године 1288. они су потукли Византинце код Мелангине, преневши тамо своју престоницу, освојивши и Караџахисар. Тако се Илканат током Аргунове владавине нашао, мада индиректно, угрожен од стране оближњих муслиманских земаља, чија је моћ стално расла.

### Трговина са Западом
Током Аргунове владавине Илканат одржава живе трговачке везе са Европом, где је источна техника извршила приличан утицај на текстилну производњу и на обраду метала. Низ тканина које су се почеле израђивати на Западу потичу из овог каната и носе источне називе: дамаст, муслин итд. Текстилна производња на Западу у много чему је зависила од робе увожене са Истока, одакле је долазила свила, памук, низ материја које су служиле за бојење и стипса која се употребљавала за фиксирање боја.
Ритери који су боравили на Леванту стекли су префињеније захтеве и донели их у Европу. Када су се њихови захтеви проширили, уједно с тим проширили су се и начини да се они задовоље захваљујући порасту робног промета са Истоком, одакле су увожени луксузни предмети, скупоцена и ретка вина, а исто тако и зачини за које је постојала велика потражња у вишим класама европског друштва.

### Дипломатске везе са Европом
Дипломатске везе Илканата и Европе током Аргунове владавине највећим делом је обележила мисија Рабана Бар Соме. Мисија овог Монгола и свештеника асирске хришћанске цркве почела је као ходочашће из престонице Кублај-кана у Јерусалим, али, пошто је 1287. године стигао у Багдад, Аргун га је послао у Европу. Управо Рабан Бар Сома је изабран за овај пут, зато што су први путници из Европе на исток, у Монголију, били свештеници.
На свом путу Бар Сома је посетио византијског цара Андроника II Палеолога у Константинопољу, Веће кардинала у Риму, француског краља Филипа IV Капета у Паризу и, на крају, енглеског краља Едварда I Плантаганета. Уручио је писма и поклоне свим владарима које је посетио на путу, а на сваком двору провео је по неколико недеља или месеци, проводивши време у разгледању, сусретима са ученим људима, политичарима и црквеним великодостојницима. Крунисане главе Европе срдачно су примиле Бар Сому за разлику од многих пређашњих гласника које су игнорисале и држава и црква.
У зиму 1287./1288. енглески краљ је током служења мисе поздравио новопристиглог монголског гласника, примивши притом парче хлеба из његове руке у знак хришћанског причешћа. При повратку Рабан Бар Сома је поново посетио Рим, где га је папа Никола IV позвао да служи мису на свом језику. На Цвети 1288. године папа је лично служио мису и причестио га.
Навикнут на верске слободе у целом Монголском царству, Рабан Бар Сома је био запањен када је схватио да се у Европи толерише само једна религија. Посебно му је било чудно то што верски поглавари имају политичку моћ над читавим народима, као и праву световну власт у свакодневном животу обичног света, што је била оштра супротност Монголском царству у коме су цветале многе религије и све су биле у обавези да служе прво интересима Царства, а тек онда својим сопственим.
Упркос јавном карактеру његове посете и срдачном пријему широм Европе, Рабан Бар Сома није прошао ништа боље од својих непризнатих претходника; није успео постићи споразум ни са једним европским краљем или црквеним великодостојником. Успео је једино да од папе добије обећање да ће послати учитеље на монголски двор. Пошто му дипломатска мисија није успела, Бар Сома се вратио на Аргунов двор, а своја путовања је записао на сиријском језику под називом Историја живота и путовања Рабана Соме, изасланика и опуномоћеника монголског кана пред краљевима Европе.
После Бар Соме, Аргун је слао још неколико емисара у Европу, од којих је најпознатији био Бускарело де Гизолфи, који је 1289. године посетио двор француског и енглеског краља. Међутим, његова мисија, за разлику од мисије Рабана Бар Соме, није била мирољубива, већ јој је био циљ налажење савезника у походу на египатског султана.

### Нова супруга и Марко Поло
Око 1286. умрла је Аргунова главна супруга Болган-катун  и у последњој жељи, коју је оставила тестаментом, тражила је да њено место на престолу и у његовом срцу наследи изданак њене породице, породице Бајат, угледне татарске породице која је у то време живела у северној Кини под влашћу Великог кана. Желећи да удовољи тој достојанственој молби, Аргун је послао Великом кану Кублају три своја поверљива човека Улатаја, Апушку и Кожу  са многобројном пратњом. Кублај-кан је молбу примио са великим одобравањем и, по упутствима изасланика, за нову Аргунову жену одабрао је Кутај-катун, изузетно лепу и стаситу девицу од 17 година. Пошто су проценили да је одговарајућа, делегати су кренули натраг, праћени бројном пратњом, која је одређена да искаже почаст новој илкановој супрузи. Међутим, после путовања од 8 месеци, њихов даљи пут био је онемогућен због рата у Трансоксијани у Чагатаи канату, па су се вратили на Кублај-канов двор.
Отприлике у време кад су се поново појавили, Марко Поло се вратио са пута који је са неколико лађа у служби Великог кана предузео на југу и износио му запажања на свом путу, описујући јужне воде као веома безбедне за пловидбу. Пошто су ово чули Улатај, Апушка и Кожа, који су крајње напето ишчекивали свој повратак у земљу из које су одсуствовали већ три године, настојали су да уговоре сусрет са Половима, који су подједнако жудили за повратком у своју родну Венецију. Између њих је договорено да илканови изасланици уговоре састанак са Великим каном и предоче му како да морем, уз мањи трошак, стигну својим кућама, уз то да њиховим бродовима управљају тројица Европљана, као људи вични пловидби. Велики кан је пристао на то, мада му је било тешко да се растане од својих Млечана, осећајући, међутим, да ништа осим пристанка не би било умесно. Млечанима је, том приликом, обезбедио две златне плочице са његовим наређењима којима им се омогућава слободан и несметан пролаз кроз све делове Монголског царства, уз неопходне намирнице и њихову пратњу.
Опремивши намирницама за две године 14 четворојарболних бродова, од којих је било најмање 4-5 њих који су имали посаду од 250-260 људи, изасланици Илканата и Млечани су се отиснули почетком 1291. године. Посетивши острво Суматру, пошто су три месеца пловили кроз Јужно кинеско море, ушли су у воде Индијског океана у коме су провели 18 месеци, до искрцавања у Ормузу. Током путовања остали су без 600 чланова посаде и путника, од три Аргунова изасланика преживео је само Кожа, док је од жена из пратње умрла само једна. Неки сматрају да су настрадали подлегли скорбуту, колери или су се удавили; други указују на то да су губици последица непријатељских староседелаца и напада гусара.
Када су се искрцали 1293. године, сазнали су да је Аргун умро пре извесног времена и упутили су Кутај-катун његовом сину Газану, док су Млечани наставили ка Европи.

## Смрт и наследство
Године 1291. Аргун је умро, вероватно од последица отрова. Тада се власти дочепао Аргунов брат Кијакато, вероватно само као регент у име Газана, који се налазио далеко у Хорасану. Газан се разбеснео када је сазнао да му стриц, на неки начин, узурпира власт, али, због опасности од напада непријатеља, није могао да напусти свој положај. Међутим, јавно је запретио да ће му се осветити као што се Аргун осветио Ахмеду.

## Породично стабло
|  |                                               |  |  |  |  |  |  |  |  |  |  |  |  |  |  |  |
|  | 16. Џингис-кан, Велики кан Монголског царства |  |  |  |  |  |  |  |  |  |  |  |  |  |  |  |
|  |                                               |  |  |  |  |  |  |  |  |  |  |  |  |  |  |  |
|  |                                               |  |  |  |  |  |  |  |  |  |  |  |  |  |  |  |
|  | 8. Толуј, регент Монголског царства           |  |  |  |  |  |  |  |  |  |  |  |  |  |  |  |
|  |                                               |  |  |  |  |  |  |  |  |  |  |  |  |  |  |  |
|  |                                               |  |  |  |  |  |  |  |  |  |  |  |  |  |  |  |
|  | 17. Борте                                     |  |  |  |  |  |  |  |  |  |  |  |  |  |  |  |
|  |                                               |  |  |  |  |  |  |  |  |  |  |  |  |  |  |  |
|  |                                               |  |  |  |  |  |  |  |  |  |  |  |  |  |  |  |
|  | 4. Хулагу-кан, илкан                          |  |  |  |  |  |  |  |  |  |  |  |  |  |  |  |
|  |                                               |  |  |  |  |  |  |  |  |  |  |  |  |  |  |  |
|  |                                               |  |  |  |  |  |  |  |  |  |  |  |  |  |  |  |
|  | 18. Џаха Гамбу                                |  |  |  |  |  |  |  |  |  |  |  |  |  |  |  |
|  |                                               |  |  |  |  |  |  |  |  |  |  |  |  |  |  |  |
|  |                                               |  |  |  |  |  |  |  |  |  |  |  |  |  |  |  |
|  | 9. Соркохтани Беки                            |  |  |  |  |  |  |  |  |  |  |  |  |  |  |  |
|  |                                               |  |  |  |  |  |  |  |  |  |  |  |  |  |  |  |
|  |                                               |  |  |  |  |  |  |  |  |  |  |  |  |  |  |  |
|  | 2. Абака-кан, илкан                           |  |  |  |  |  |  |  |  |  |  |  |  |  |  |  |
|  |                                               |  |  |  |  |  |  |  |  |  |  |  |  |  |  |  |
|  |                                               |  |  |  |  |  |  |  |  |  |  |  |  |  |  |  |
|  | 5. Јисунџин-катун                             |  |  |  |  |  |  |  |  |  |  |  |  |  |  |  |
|  |                                               |  |  |  |  |  |  |  |  |  |  |  |  |  |  |  |
|  |                                               |  |  |  |  |  |  |  |  |  |  |  |  |  |  |  |
|  | 1. Аргун-кан                                  |  |  |  |  |  |  |  |  |  |  |  |  |  |  |  |
|  |                                               |  |  |  |  |  |  |  |  |  |  |  |  |  |  |  |
|  |                                               |  |  |  |  |  |  |  |  |  |  |  |  |  |  |  |
|  | 3. Кајмиш-катун                               |  |  |  |  |  |  |  |  |  |  |  |  |  |  |  |
|  |                                               |  |  |  |  |  |  |  |  |  |  |  |  |  |  |  |
|  |                                               |  |  |  |  |  |  |  |  |  |  |  |  |  |  |  |